# Scrobipalpa bahrainica
Scrobipalpa bahrainica is een vlinder uit de familie van de tastermotten (Gelechiidae). De wetenschappelijke naam van de soort is voor het eerst geldig gepubliceerd in 1966 door Povolny.